# Lamyropsis macracantha
Lamyropsis macracantha là một loài thực vật có hoa trong họ Cúc. Loài này được (Schrenk) Dittrich mô tả khoa học đầu tiên năm 1971.